# La Couture (Pas de Calais)
La Couture és un municipi francès situat al departament del Pas de Calais i a la regió dels Alts de França. L'any 2007 tenia 2.593 habitants.

## Demografia

### Població
El 2007 la població de fet de La Couture era de 2.593 persones. Hi havia 920 famílies de les quals 152 eren unipersonals (64 homes vivint sols i 88 dones vivint soles), 278 parelles sense fills, 426 parelles amb fills i 64 famílies monoparentals amb fills.
La població ha evolucionat segons el següent gràfic:
Habitants censats

### Habitatges
El 2007 hi havia 965 habitatges, 924 eren l'habitatge principal de la família, 2 eren segones residències i 39 estaven desocupats. 929 eren cases i 36 eren apartaments. Dels 924 habitatges principals, 798 estaven ocupats pels seus propietaris, 117 estaven llogats i ocupats pels llogaters i 8 estaven cedits a títol gratuït; 4 tenien una cambra, 23 en tenien dues, 62 en tenien tres, 169 en tenien quatre i 666 en tenien cinc o més. 841 habitatges disposaven pel capbaix d'una plaça de pàrquing. A 342 habitatges hi havia un automòbil i a 523 n'hi havia dos o més.

### Piràmide de població
La piràmide de població per edats i sexe el 2009 era:
| Homes | Edats   | Dones |
| ----- | ------- | ----- |
| 0     | 95 o +  | 0     |
| 4     | 90 a 94 | 4     |
| 16    | 85 a 89 | 20    |
| 4     | 80 a 84 | 16    |
| 24    | 75 a 79 | 24    |
| 40    | 70 a 74 | 24    |
| 36    | 65 a 69 | 40    |
| 40    | 60 a 64 | 32    |
| 52    | 55 a 59 | 48    |
| 84    | 50 a 54 | 64    |
| 140   | 45 a 49 | 108   |
| 68    | 40 a 44 | 108   |
| 120   | 35 a 39 | 92    |
| 60    | 30 a 34 | 84    |
| 56    | 25 a 29 | 32    |
| 68    | 20 a 24 | 36    |
| 132   | 15 a 19 | 96    |
| 80    | 10 a 14 | 64    |
| 100   | 5 a 9   | 96    |
| 88    | 0 a 4   | 56    |

## Economia
El 2007 la població en edat de treballar era de 1.765 persones, 1.265 eren actives i 500 eren inactives. De les 1.265 persones actives 1.162 estaven ocupades (649 homes i 513 dones) i 103 estaven aturades (49 homes i 54 dones). De les 500 persones inactives 189 estaven jubilades, 175 estaven estudiant i 136 estaven classificades com a «altres inactius».

### Ingressos
El 2009 a La Couture hi havia 928 unitats fiscals que integraven 2.684 persones, la mediana anual d'ingressos fiscals per persona era de 19.723 €.

### Activitats econòmiques
Dels 76 establiments que hi havia el 2007, 4 eren d'empreses alimentàries, 3 d'empreses de fabricació d'altres productes industrials, 10 d'empreses de construcció, 20 d'empreses de comerç i reparació d'automòbils, 4 d'empreses de transport, 4 d'empreses d'hostatgeria i restauració, 1 d'una empresa d'informació i comunicació, 3 d'empreses financeres, 3 d'empreses immobiliàries, 5 d'empreses de serveis, 13 d'entitats de l'administració pública i 6 d'empreses classificades com a «altres activitats de serveis».
Dels 15 establiments de servei als particulars que hi havia el 2009, 1 era una oficina de correu, 1 funerària, 1 autoescola, 4 paletes, 1 fusteria, 1 lampisteria, 1 electricista, 3 perruqueries, 1 agència immobiliària i 1 saló de bellesa.
Dels 6 establiments comercials que hi havia el 2009, 2 eren fleques, 2 botigues d'equipament de la llar, 1 una botiga de material de revestiment de parets i terra i 1 una joieria.
L'any 2000 a La Couture hi havia 40 explotacions agrícoles que ocupaven un total de 924 hectàrees.

## Equipaments sanitaris i escolars
L'únic equipament sanitari que hi havia el 2009 era una farmàcia.
El 2009 hi havia 1 escola maternal integrada dins d'un grup escolar amb les comunes properes formant una escola dispersa i 1 escola elemental integrada dins d'un grup escolar amb les comunes properes formant una escola dispersa.

## Poblacions més properes
El següent diagrama mostra les poblacions més properes.